# Pedro Argüelles Salaverría
Pedro Argüelles Salaverría (Madrid, 10 de febrer de 1950) és un empresari i polític madrileny, de família asturiana vinculada a Banesto. El 1975 es graduà en enginyeria industrial a la Escuela Técnica Superior de Ingeniero Industriales de Madrid, i el 1977 va obtenir un master en Administració d'empreses a Universitat Stanford (Califòrnia).
Va desenvolupar la seva activitat al sector privat com a conseller i Director General d'Asturiana de Zinc, S.A i Consejo de Exploración Minera Internacional España, SA (1979-1989), i posteriorment fou conseller i secretari de Patrimonio de Títulos SA (1982-1989). També fou soci fundador del Banco Alcalá el 1989.
Durant la seva estada a Gijón el 1985 es va afiliar a Alianza Popular, partit del que en fou membre de la comissió economia i candidat per Astúries a les eleccions generals espanyoles de 1986, però no fou escollit. Sí que fou elegit diputat a les eleccions al Parlament Europeu de 1987. De 1987 a 1989 fou membre de la Comissió d'Afers Econòmics i Monetaris i de Política industrial i de la Delegació per a les relacions amb l'URSS del Parlament Europeu. Fou candidat a les eleccions europees de 1989, però no fou escollit.
Fou elegit diputat a l'Assemblea de Madrid pel Partit Popular a les eleccions autonòmiques de 1991 i 1995. Va ser Director del Banc Granada Jerez a Madrid de 1993 fins a 1995. De 1996 a 2000 fou director del Gabinet del Ministre de Defensa d'Espanya, càrrec que deixà per a dirigir AENA de 2000 a 2002. El 2002 fou nomenat vicepresident de Boeing Internacional i president de Boeing España fins a gener de 2012, quan fou nomenat secretari d'Estat de Defensa del ministeri liderat per Pedro Morenés, i en va prendre possessió el 9 de gener. Va cessar com a secretari de Defensa en 2016, després de l'entrada de María Dolores de Cospedal al càrrec de ministra de Defensa, qui va nomenar Agustín Conde com a nou secretari d'estat.
En febrer de 2018 fou nomenat president de Relacions Corporatives de l'IE Business School.